# Ailton Pedro Mota Pereira
Ailton Pedro Mota Pereira, noto semplicemente come Ailton (Bissau, 27 giugno 1978), è un ex calciatore guineense, di ruolo attaccante.